# Anomala jeanvoinei
Anomala jeanvoinei är en skalbaggsart som beskrevs av Benderitter 1929. Anomala jeanvoinei ingår i släktet Anomala och familjen Rutelidae. Inga underarter finns listade i Catalogue of Life.